# Combles-en-Barrois
Combles-en-Barrois é uma comuna francesa na região administrativa de Grande Leste, no departamento de Meuse. Estende-se por uma área de 10,26 km². Em 2010 a comuna tinha 815 habitantes (densidade: 79,4 hab./km²).